# Acropis tuberculiferum
Acropis tuberculiferum is een keversoort uit de familie somberkevers (Zopheridae). De wetenschappelijke naam van de soort werd in 1840 gepubliceerd door Hermann Burmeister.